# Imagina Energía
Imagina Energía es una compañía energética 100% solar que opera en el mercado español. La empresa tiene su sede en Madrid y da servicio a hogares y a empresas ya sea mediante soluciones de autoconsumo o a través de energía de la red a medida con origen solar certificado.

## Historia
Imagina Energía arranca su actividad en 2020 ante una necesidad patente del consumidor que demanda una nueva relación con el cliente desde el sector energético. La compañía nace con el objetivo de proveer de energía limpia y solar a toda la geografía española y consolidar un nuevo modelo energético más sostenible mediante una oferta de producto, servicio y digitalización diferenciada para pequeñas y grandes empresas.
Para impulsar ese nuevo modelo energético el Grupo Hanwha, a través de Imagina Energía, asignó un plan estratégico para España de 1.500M de euros en instalaciones de autoconsumo, proyectos en desarrollo y la construcción de grandes plantas fotovoltaicas, con el objetivo inicial de alcanzar en unos años una capacidad acumulada de 1GWh. 
Desde el inicio de su actividad en España Imagina Energía ha llevado a cabo diferentes proyectos energéticos de autoconsumo industrial entre los que destacan el desarrollado en País Vasco para Grupo Gámiz, el implementado en Valencia para Químicas ORO o el plan estratégico para el clúster azulejero en Castellón.
El noviembre de 2021 la compañía anunció también su salto al sector doméstico acercando así su fórmula energética al mercado residencial con el objetivo de impulsar un modelo energético comprometido con la sostenibilidad. En el primer trimestre de 2022 la compañía ha obtenido el mejor ratio de crecimiento en el canal residencial, en el ranking de las 100 mayores comercializadoras de España por número de clientes.

## Premios y reconocimientos
Grupo Hanwha, empresa matriz de Imagina Energía, es una de las diez mayores empresas en Corea del Sur y figura en el ranking "Fortune Global 500" como una de las compañías más importantes del mundo.